# Александра Фреліх
Алекса́ндра Фре́ліх (нім. Alexandra Fröhlich; 1966 або 1967 — 22 квітня 2025) — німецька журналістка та письменниця.

## Життєпис
Фреліх спочатку працювала журналісткою в Україні та заснувала жіночий журнал у Києві. Пізніше в Німеччині вона працювала вільною авторкою для різних жіночих журналів, зокрема Petra та Freundin.
У 2012 році у видавництві Knaur вона опублікувала свій дебютний роман нім. Meine russische Schwiegermutter und andere Katastrophen («Моя російська свекруха та інші катастрофи») про вперту свекруху Дар'ю, її сина Артема та юристку Паулу, яка закохується в Артема. Роман розійшовся накладом понад 50 000 примірників і потрапив до списку бестселерів журналу «Шпіґель». У 2015 році роман також вийшов французькою мовою під назвою фр. Ma belle-mère russe et autres catastrophes. У сиквелі 2014 року, нім. Reisen mit Russen («Подорожі з росіянами»), гамбурзька юристка Паула їде до Києва, щоб помиритися зі своїм російським чоловіком Артемом, але виявляє, що він зник, що спонукає її шукати його разом зі свекрухою. Обидва твори є напівавтобіографічними та базуються на невдалому шлюбі Фреліх з росіянином.
Після цього вийшли детективний роман нім. Gestorben wird immer («Люди завжди помирають», 2016) про 91-річну Агнес Вайсгут, яка хоче зізнатися у своїх справах як очільниця каменярні «Вайсгут та сини» в Гамбурзі, та нім. Dreck am Stecken («Бруд за пазухою», 2019) про щоденник померлого дідуся Генріха, який розкриває численні таємниці.
Фреліх мала трьох синів. Останнім часом вона проживала на плавучому будинку на Гольцгафенуфер у кварталі Морфліт Гамбурга, де її знайшли мертвою з вогнепальним пораненням 22 квітня 2025 року. Слідчі запідозрили насильницьку смерть, і розпочато розслідування.

## Твори
- Meine russische Schwiegermutter und andere Katastrophen. Knaur, Мюнхен 2012, ISBN 3-426-51256-4.
- Reisen mit Russen. Knaur, Мюнхен 2014, ISBN 978-3-426-51468-9.
- Gestorben wird immer. Penguin, Мюнхен 2016, ISBN 978-3-328-10001-0.
- Dreck am Stecken. Penguin, Мюнхен 2019, ISBN 978-3-328-10231-1.